# Pont-Sainte-Marie
Pont-Sainte-Marie é uma comuna francesa na região administrativa de Grande Leste, no departamento de Aube. Estende-se por uma área de 3,99 km². Em 2010 a comuna tinha 5 253 habitantes (densidade: 1 316,5 hab./km²).